# Alaksandr Michiejonak
Alaksandr Siarhiejewicz Michiejonak, błr. Аляксандр Сяргеевіч Mіхеёнак, ros. Александр Сергеевич Михеёнок – Aleksandr Siergiejewicz Michiejonok (ur. 6 października 1986 w Mińsku) – białoruski hokeista.

## Kariera zawodnicza
- Junost' 2 Mińsk (2005-2010)
- Dynama 2 Mińsk (2003-2006)
- Dynama Mińsk (2004/2005)
- HK Witebsk 2 (2006/2007)
- HK Witebsk (2006/2007)
- HK Kieramin 2 Mińsk (2006/2007)
- HK Kieramin Mińsk (2006/2007)
- Dynama 2 Mińsk (2007-2008)
- Dynama Mińsk (2007/2008)
- HK Brześć (2008-2009)
- HK Brześć 2 (2008/2009)
- HK Szachcior Soligorsk (2009/2010)
- HK Szynnik Bobrujsk (2009-2010)
- HK Ałmaty (2010/2011)
- Donbas Donieck (2010/2011)
- Charkiwśki Akuły (2011-2012)
- Dynamo Charków (2012-2013)
- Sokił Kijów (2013)
- Biłyj Bars Biała Cerkiew (2013-2014)
- Bejbarys Atyrau (2014)
- HK Brześć / HK Brześć 2 (2014-2015)
- Naprzód Janów (2015-2016)
- HK Krzemieńczuk (2016)
- Wytiaź Charków (2016)
- Krywbas Krzywy Róg (2016-2017)
- Kaunas Hockey (2018/2019)

Wychowanek Junosti Mińsk. Występował w białoruskich klubach w rozgrywkach II ligi,  ekstraligi białoruskiej, a także epizodycznie w lidze kazachskiej oraz kilka lat w zespołach ligi ukraińskiej. Od lipca do października 2011 zawodnik HK Lida, lecz nie rozegrał w jego barwach meczu z powodu kontuzji. Następnie grał w ukraińskim klubie z Charkowa. W czerwcu 2014 został zawodnikiem kazachskiego Bejbarysu Atyrau. W sezonie 2014/2015 grał w Brześciu, po czym w marcu 2015 opuścił klub. Od sierpnia 2015 zawodnik Polonii Bytom w rozgrywkach Polskiej Hokej Ligi. Latem był zawodnikiem HK Krzemieńczuk.
Od października 2016 zawodnik Wytiazia Charków. W tym zespole rozpoczął sezon UHL 2016/2017, po czym przeszedł w jego trakcie do Krywbasu Krzywy Róg.

## Kariera trenerska
- Kaunas Hockey (2019-2020), główny trener
- Kaunas Hockey (2020-2021), główny trener
- HK Mariupol (2021-), asystent trenera

W sierpniu 2021 został asystentem głównego trenera w klubie HK Mariupol.

## Sukcesy
Klubowe
- Puchar Białorusi: 2005, 2006 z Dynama Mińsk
- Złoty medal mistrzostw Ukrainy: 2011 z Donbasem Donieck
- Srebrny medal mistrzostw Ukrainy: 2014 z Biłyjem Barsem Biała Cerkiew
- Brązowy medal mistrzostw Ukrainy: 2017 z Krywbasem Krzywy Róg

Indywidualne
- Mistrzostwa Ukrainy w hokeju na lodzie (2010/2011):
  - Piąte miejsce w klasyfikacji asystentów w sezonie zasadniczym: 19 asyst[14]
- Mistrzostwa Ukrainy w hokeju na lodzie (2013/2014):
  - Czwarte miejsce w klasyfikacji asystentów w fazie play-off: 4 asysty[15]